# Nokia Lumia 530
Le Nokia Lumia 530 est un smartphone conçu et assemblé par le constructeur Nokia. Il fonctionne sous le système d'exploitation Windows Phone 8.1.
Il est sorti en juillet 2014 dans le but de remplacer le très répandu Nokia Lumia 520. C'est le 1er Lumia annoncé à un prix inférieur à 100 €.
Il reprend en grande partie les caractéristiques techniques de son prédécesseur, bien que l'on note la disparition du bouton photo sur la tranche droite, ainsi que la disparition des boutons de navigations physiques, mais également une diminution de la mémoire interne.